# Praemastus watkinsi
Praemastus watkinsi là một loài bướm đêm thuộc phân họ Arctiinae, họ Erebidae.